# Die Vierte Gewalt
Die Vierte Gewalt ist ein Schweizer Dokumentarfilm des Regisseurs Dieter Fahrer aus dem Jahr 2018. Er zeigt die Arbeit von Journalisten und Redaktoren anhand von vier Beispielen (Der Bund, Echo der Zeit, Watson, Republik) und dokumentiert dabei die Veränderungen in der Medienbranche durch die Digitalisierung. Der Film hatte am 27. Januar 2018 auf den 53. Solothurner Filmtagen Weltpremiere.

## Inhalt
Der Bund steht stellvertretend für die Printmedien, die durch die Digitalisierung am stärksten betroffen sind und – auch wenn die Mitarbeitenden darin geschult werden, wie Artikel online publiziert werden – letztlich Sparmassnahmen umsetzen und Büros räumen müssen. Das Echo der Zeit als Radiosendung der öffentlich-rechtlichen SRG SSR sieht sich dafür durch die eidgenössische Volksinitiative «Ja zur Abschaffung der Radio- und Fernsehgebühren (Abschaffung der Billag-Gebühren)» in ihrer Existenz bedroht. Anhand von Watson zeigt der Film, wie werbefinanzierte Online-Medien mit Handyvideos, Push-Nachrichten, einem Spass-Ressort und Native Advertising eine deutlich andere Form des Journalismus pflegen, um Reichweite zu erzielen. Die Republik schliesslich – die sich während der Dreharbeiten noch in der Gründungsphase befand – steht für den Versuch, ein rein leserfinanziertes Online-Magazin aufzubauen, das sich dem Qualitätsjournalismus verpflichtet fühlt.

## Rezensionen
- Jean-Martin Büttner: Pushen, pushen! In: Tages-Anzeiger. 24. Januar 2018.
- Rainer Stadler: «Die vierte Gewalt» – Schwanengesang auf die Tageszeitung. In: Neue Zürcher Zeitung. 7. Februar 2018.
- Tereza Fischer: Die Vierte Gewalt. In: Filmbulletin. 1/2018.
- Daniel Faulhaber: Leiser Abgesang auf «Die Vierte Gewalt». In: TagesWoche. 10. Februar 2018.